# Turmwindmühle

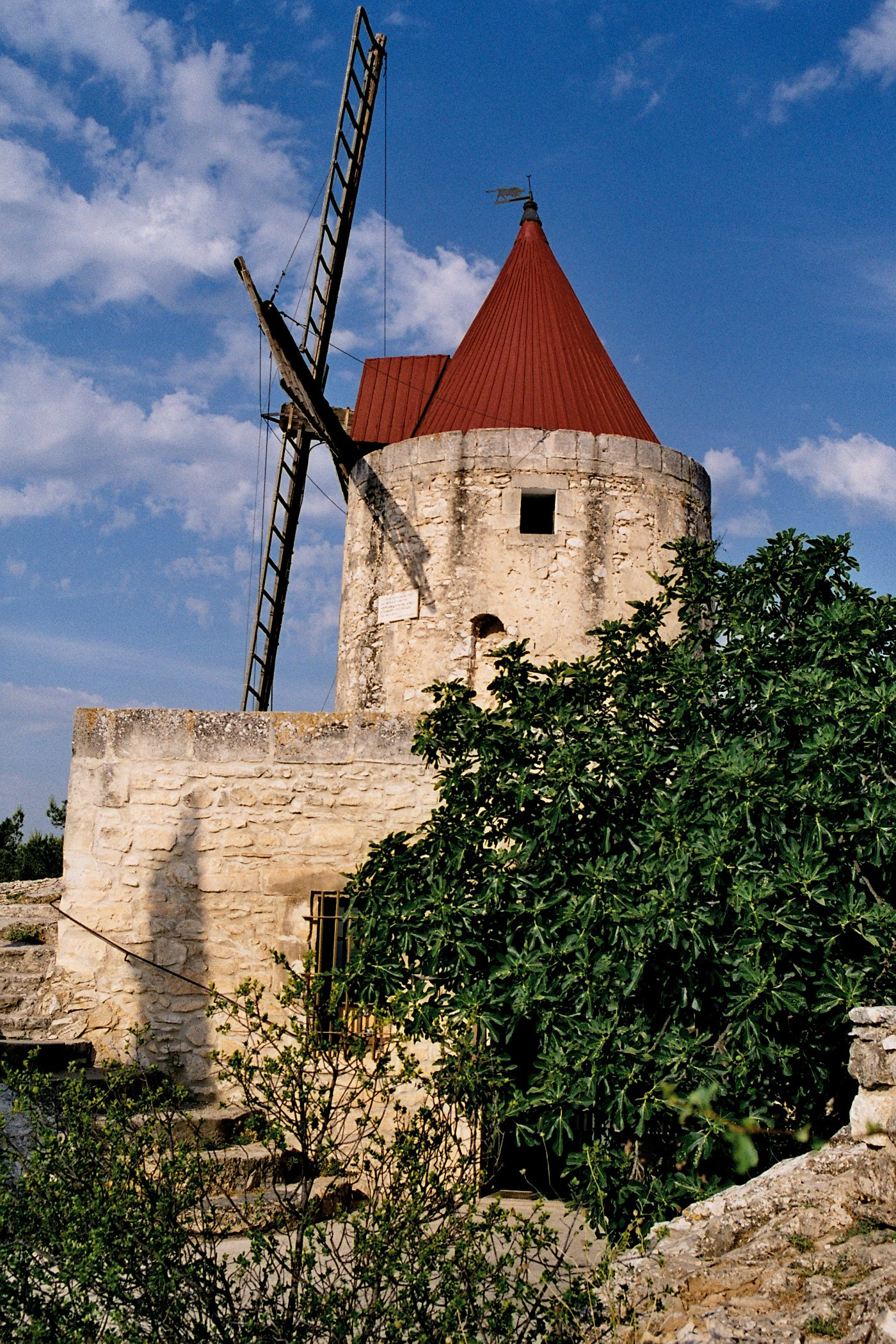
Turmwindmühle „Alphonse Daudet“ (Moulin Ribet), Alpillen, südlich von Fontvieille bei Arles mit typisch französischer Haube

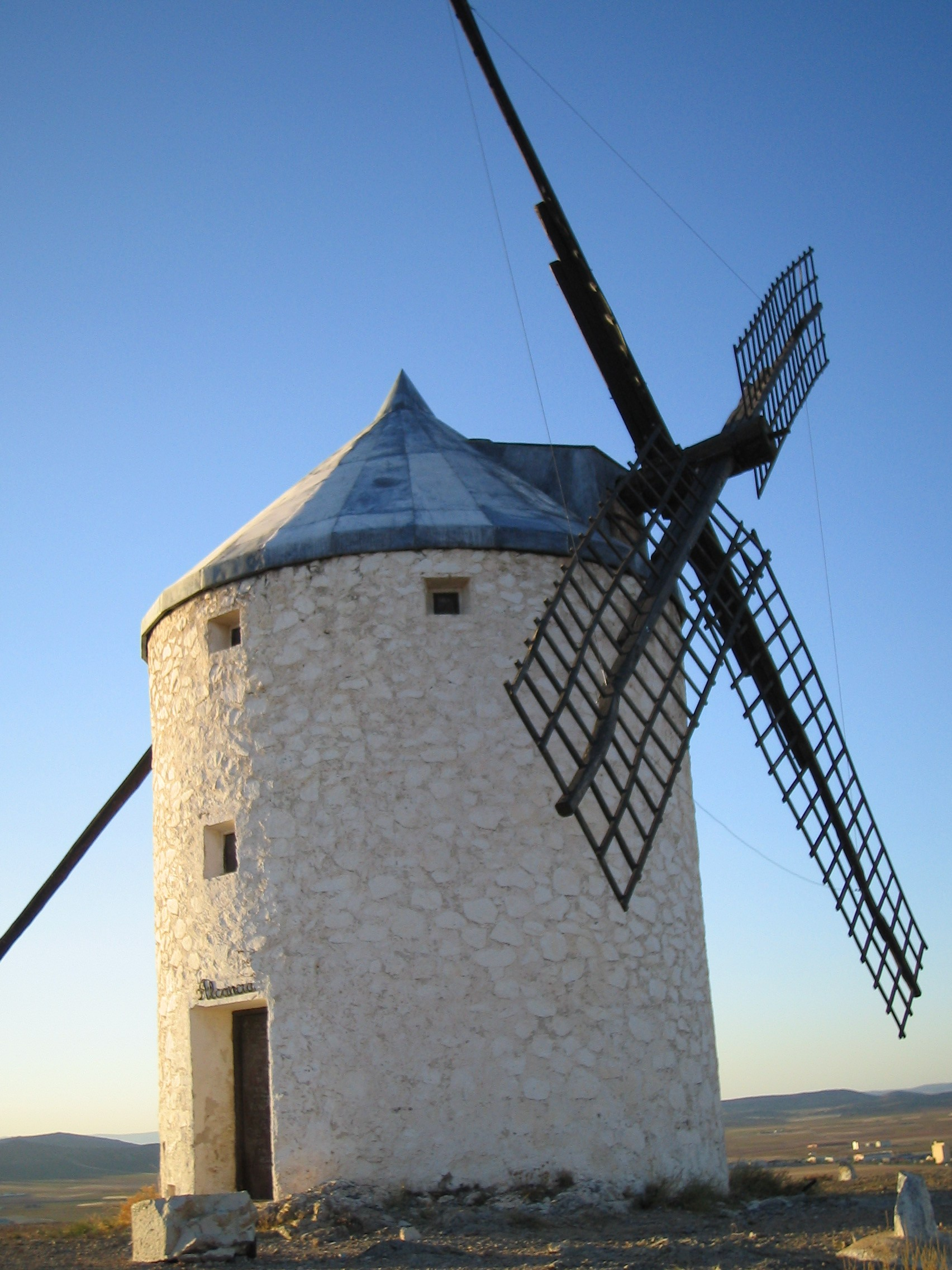
Turmwindmühle „Alcancía“ bei Consuegra

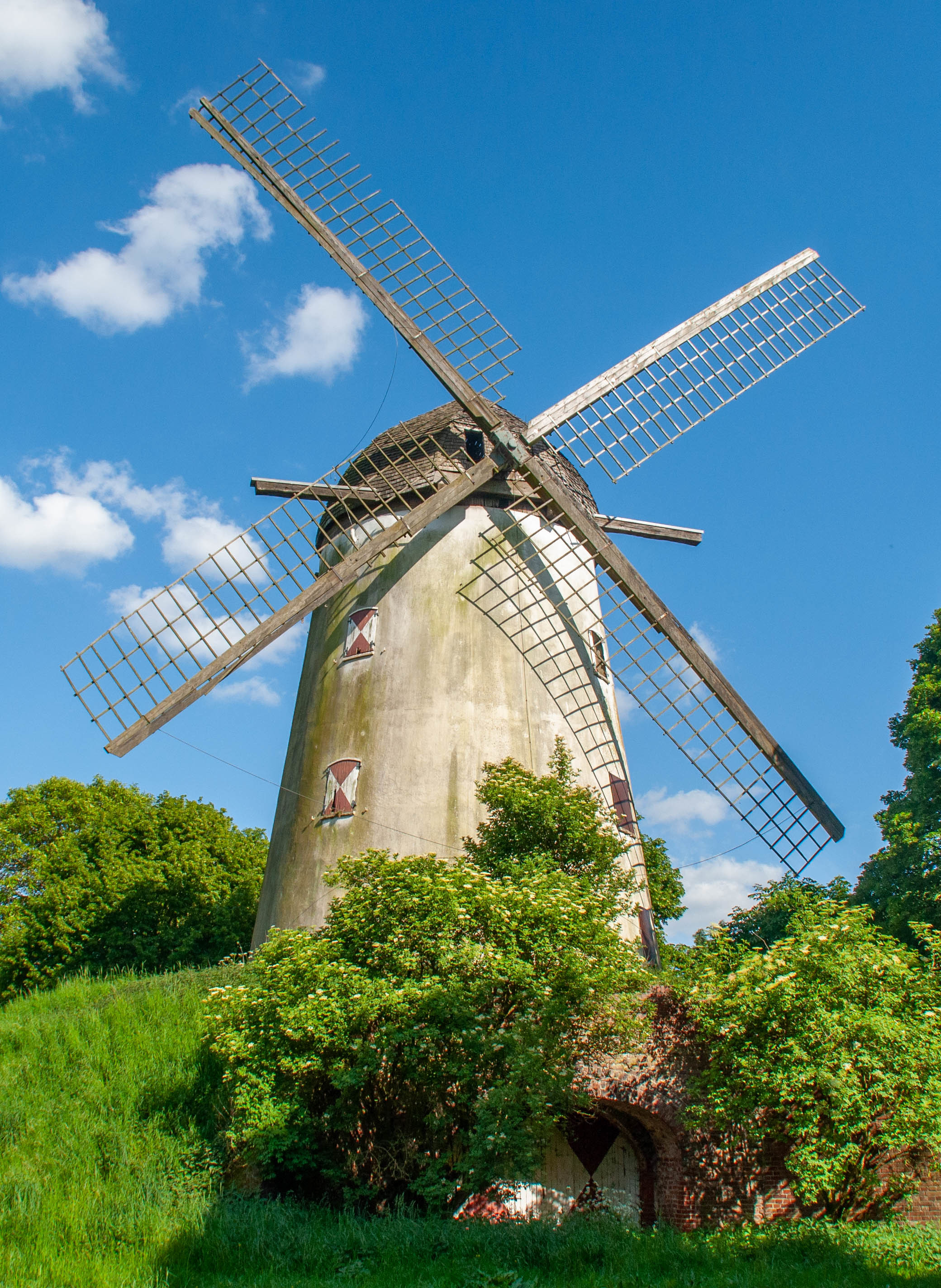
Immerather Mühle mit beweglicher Turmhaube von 1780

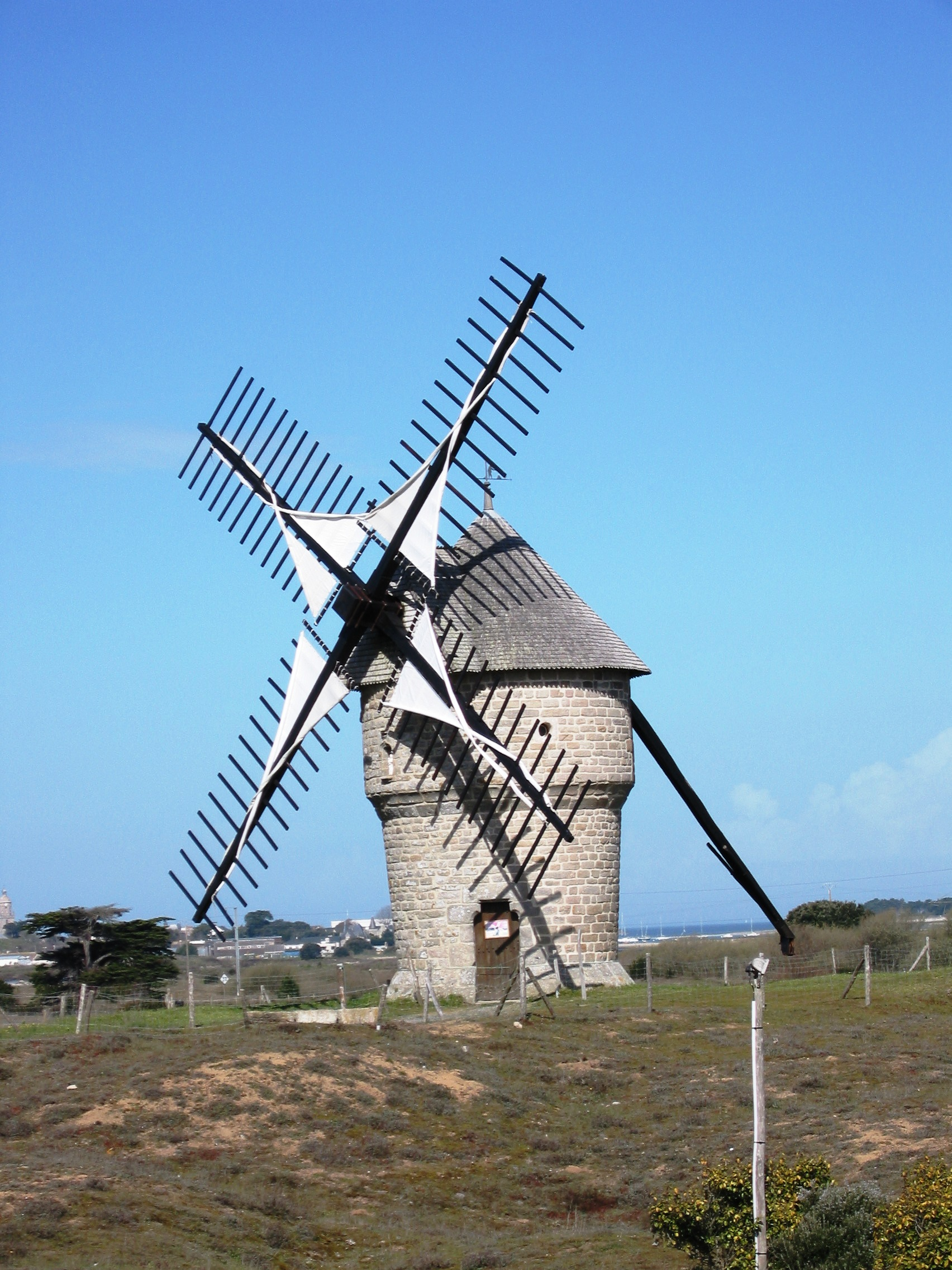
Turmwindmühle „de la Falaise“, Batz-sur-Mer, Bretagne

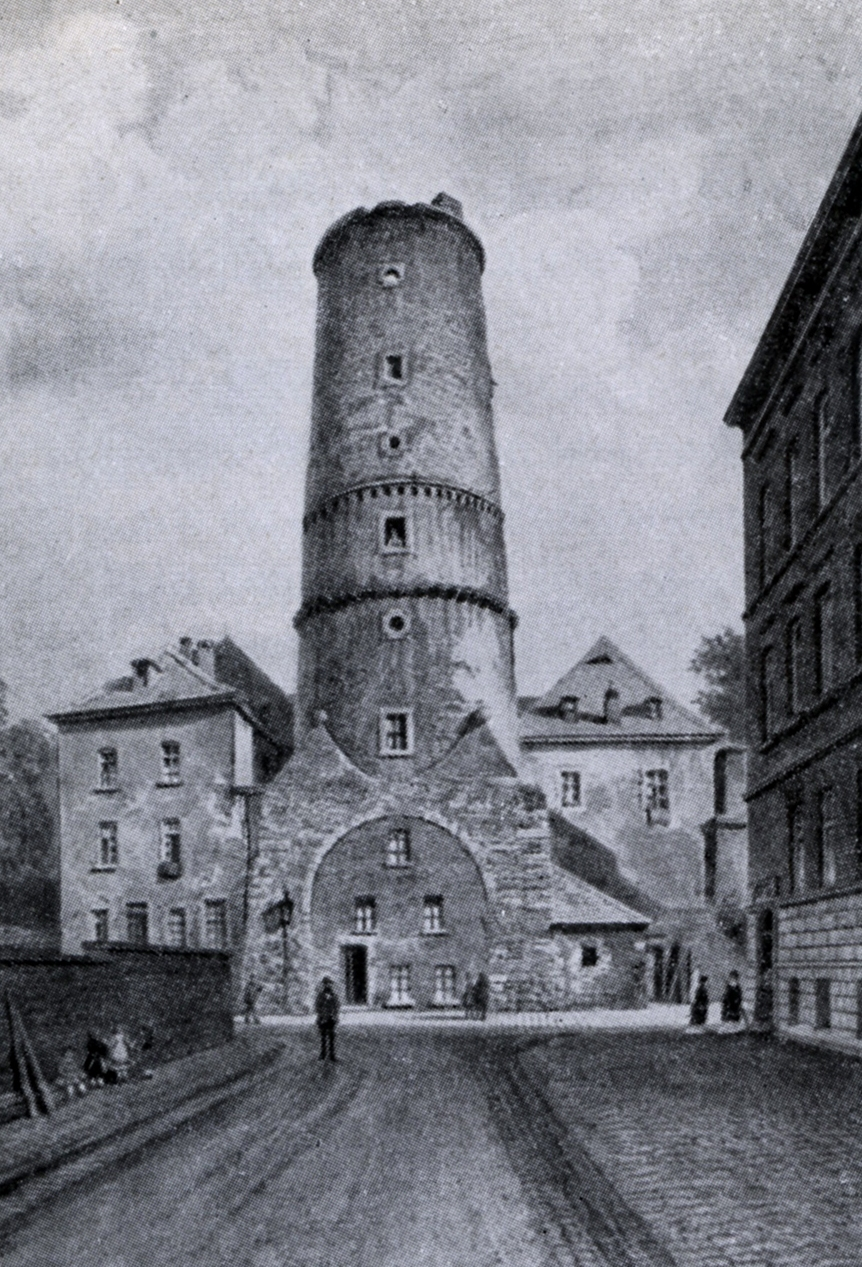
Turm der Panthaleonsmühle nach Brand, Köln 1880

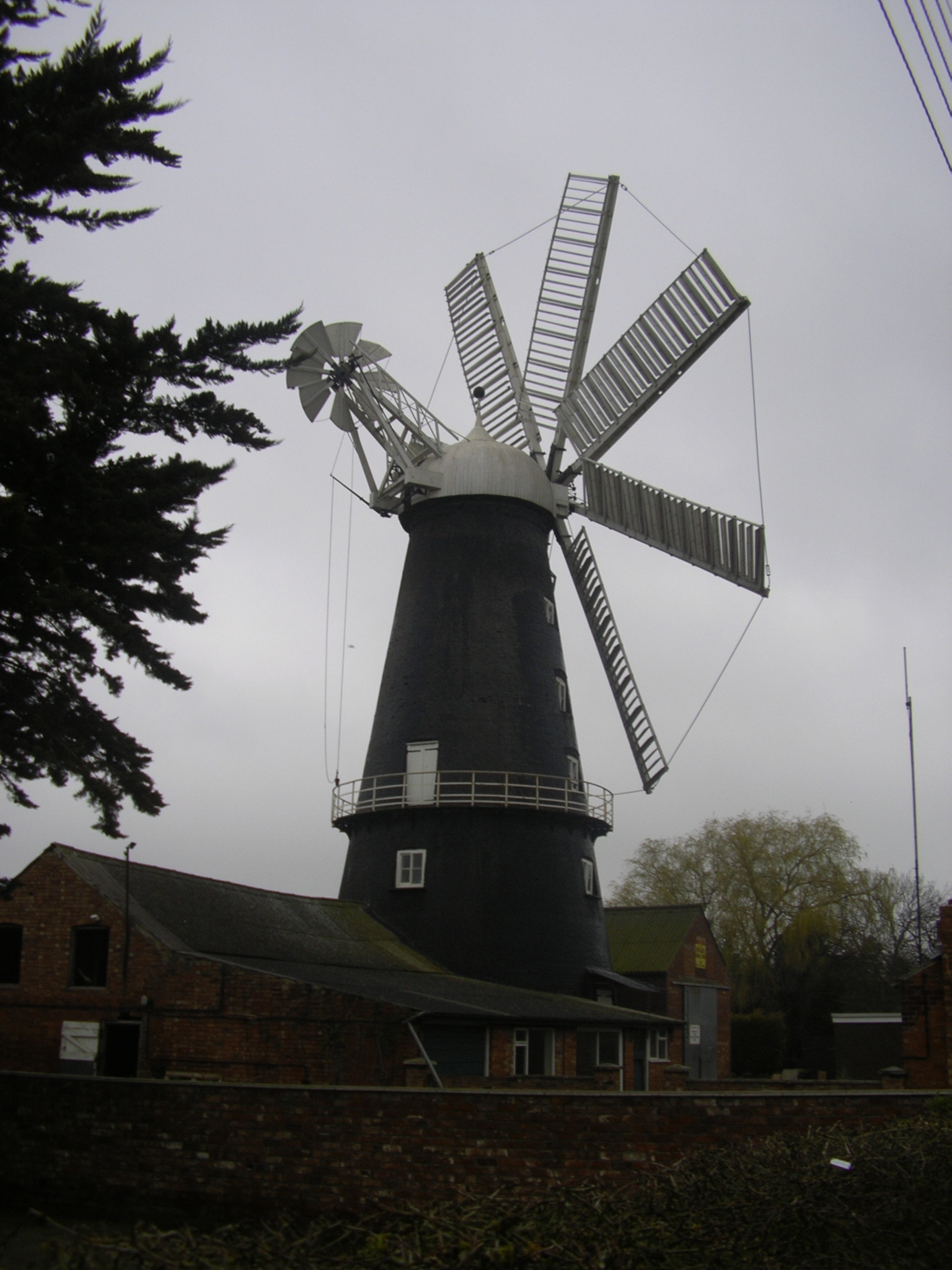
Turmgalerie-Windmühle in Heckington, Lincolnshire, mit acht Jalousienflügeln

Eine Turmwindmühle (niederländisch torenmolen, englisch tower (wind)mill) ist eine Windmühle mit zylindrischem, turmartigem Mühlenhaus aus Stein und fester Kappe (später mit drehbarer Haube), wie sie schon im 13. und 14. Jahrhundert auf Burgmauern (Burg Hammerstein), Festungsbauten und Befestigungswällen (Zons, Köln – Bottmühle, Ulrepforte u. a. –, Wijk bij Duurstede nahe Utrecht, Niederlande) errichtet wurde. Am Niederrhein heißen diese dort häufiger anzutreffenden Festungsmühlen wegen ihrer gedrungenen Bauart auch Bären(mühlen).

## Beschreibung
Das Flügelkreuz oder -rad bzw. die Kappe – diese meist flach kegelförmig – sind fest am Mühlenturm angebracht und nicht horizontal drehbar, können somit nicht in eine andere Windrichtung gedreht und mussten bei Baubeginn auf die Hauptwindrichtung ausgerichtet werden. In Europa ist dieser Typ seit dem 14. Jahrhundert hauptsächlich in der Region um das Mittelmeer (Spanien, Griechenland, Südfrankreich etc.) als dort eigener Typ (sog. „Mittelmeertyp“) mit landesspezifischer Flügelkonstruktion bekannt. Diese kann ein Flügelkreuz nach westeuropäischem Muster (z. B. Segelgatterflügel) sein oder eine Windradkonstruktion aus vier, sechs oder acht zu einem Rad angeordneten Stangenruten, an den Enden mit einem umlaufenden Draht verbunden und mit bis zu zwölf und mehr an den Stangenenden angeschlagenen Dreieckssegeln (s. u. Seite mit kretischer Turmwindmühle im Deutschen Museum). Dieser Windmühlentyp wird nach dem Segelflügelkreuz auch „Segelwindmühle“ genannt. Die Übertragung der Kraft in das Mühleninnere erfolgte zunächst durch einfache Getriebe, später auch über Kammrad und durch Königswellen.

## Weiterentwicklung
Eine Weiterentwicklung der Turmwindmühle war die Holländerwindmühle. Turmmühlen holländischer Bauart wurden in Mittel- und Westeuropa (Holland, Deutschland, Frankreich, England, Irland), Dänemark, Schweden, vereinzelt auch in Polen, Tschechien, Slowakei und Ungarn, oft ebenerdig oder auf einer Anhöhe errichtet. Typische Beispiele für Holländerwindmühlen sind Erdholländer aber auch Bergholländer, die oft eine von innen drehbare Kappe (Innenkrühwerk, ndl. binnenkruier) haben. Dies ist das ältere Drehverfahren für Kappenmühlen, die Steert-Nachführung wurde erst im 16. Jahrhundert entwickelt. Sie haben ein zylindrisches, manchmal auch außen leicht konisches, aus Stein aufgemauertes, hoch und schlank bzw. massiv und gedrungen aussehendes Mühlenhaus – den Mühlenturm. Ihr Ursprung liegt im 15. Jahrhundert. Als Beispiel sei die „Steprather Mühle“ in Geldern-Walbeck genannt, eine zylindrische Turmwindmühle mit Steert-Nachführung. Sie ist die älteste, aus dem 15. Jahrhundert stammende, funktionsfähige Windmühle in ganz Deutschland. Im Osten Deutschlands findet sich vornehmlich der niedrige, meist zylindrische, gedrungen wirkende Turmwindmühlentyp mit max. drei Stockwerken, oft mit Zwiebel- oder Glockenhaube und Windrosensteuerung, aber auch hohe Turmmühlen wie die in Pahrenz, Gemeinde Hirschstein. Die Pantaleons- oder Neumühle (Lohmühle), die auf dem Bachtor der Stadtmauer in Köln (1730–1860) erbaut wurde, war mit 35 Metern Turmhöhe (39 m inkl. Kegelkappe mit Steertkrühwerk) die höchste der Welt (1880 ausgebrannt, 1883 abgerissen).
Im Mühlenland Niederlande heißen nur zylindrische Steinmühlen torenmolens, die konischen (in Holland innerhalb von Städten nicht selten 25 m und höher ragenden) – je nach Bauart – ronde stenen stellingmolens („runde steinerne Galeriemühlen“ (Galerieholländer)), ronde stenen bergmolens („runde Stein-Bergholländermühlen“) oder ronde stenen grondzeilers („runder Stein-Grundsegler“ (Erdholländermühlen)). Sie haben stets ein Außenkrühwerk mit Haspel und Steert oder seltener mit Windrose. Unter ihnen befinden sich der Welt höchste Windmühlen De Nolet (43 m Kappenhöhe, Baujahr 2006; Stromgenerator, keine "echte" Mühle) und De Noord (Bj. 1807; 33,5 m) in Schiedam, Zuid-Holland.

## Verbreitung
Im Westen Nordrhein-Westfalens stehen viele derartige Mühlen (Immerather Mühle bei Erkelenz, Kevelaerer Mühle, Niederembter Mühle (Bergheim), die Oberaußemer Mühle (Bergheim), die Egelsberger und die Elfrather Mühle, im Mühlenkreis Minden-Lübbecke u. a.), die meisten jedoch außer Funktion. Im Osten Deutschlands wurden sie vornehmlich in Sachsen, Sachsen-Anhalt, Thüringen gebaut, des Weiteren in Ungarn, Polen, Tschechien (z. B. die „Alte Windmühle Kuželov“ südöstlich von Brünn nahe der Grenze zur Slowakei mit konischem Mühlenturm, ein Turm-Erdholländer).
In den Niederlanden stehen noch vier funktionsfähige (zylindrische) Turmwindmühlen als Kornmühlen, drei als Innendreher in der Provinz Gelderland in den Orten Lienden (De Zwaan, 1644), Zeddam (Grafelijke Torenmolen, 1441) und Zevenaar (de Buitenmolen, 1408 oder 1450) und eine vierte in Maastricht-Gronsveld (van Gronsveld, 1618–1623). Sie ist als Außendreher (mit Außenkrühwerk – Steert und Haspel, ndl. buitenkruier) konstruiert und der Niederlande südlichste Windmühle.
In Frankreich finden sich besonders im Süden (Aquitaine), Westen (Loiregebiet), Norden und in Mittelfrankreich noch eine Reihe erhaltener Turmwindmühlen (frz. moulin à tour, moulin tour [à vent]): z. B. „Moulin Alphonse Daudet“, Fontvieille, Alpillen, nahe Arles; „Moulin de Bélard“, St.-Lys, Département Haute-Garonne. Man kann hier von drei Turmwindmühlentypen sprechen:
- in Frankreich verbreitet: die typische Turmwindmühle mit zylindrischer Turmbau aus Naturstein, in manchen Gegenden auch leicht konisch und bis zu sechs Stockwerke hoch, Kappe drehbar mit oft steilem Kegeldach (im Süden (Provence, Languedoc-Roussillon etc.) nur bis zum oder vor den Mauerrand reichendes Dach (Mauerring)) und generell mit einer dachgaubenähnlichen Überdachung des Flügelwellenaustritts.

- in Flandern (Nord-Pas-de-Calais): ähnliche den holländischen Stein-Windmühlen mit schlankem, konischem Steinbau, als Galerie-, Erd- und Wallwindmühlen.

- in der Bretagne und an der Atlantikküste des Loiregebiets neben den klassischen französischen Turmwindmühlen solche mit deutlich weiterem Obergeschoss gegenüber dem Unterbau („Großköpfe“ (frz. „grosse-têtes“) oder „Kleinfüße“ (frz. „petit-pieds“) genannte Windmühlen)

In England ist dieser Mühlentyp kein seltenes Bild. Beispiele finden sich über ganz England verstreut wie die Turmwindmühlen „Stembridge“ (einzige strohgedeckte Turmmühle in England) und „Ashton“ in Somerset, „Chesterton“ (weltweit einmalige Arkadenturmmühle mit einem Arkadenrondell als unterstem Stockwerk) in Warwickshire u. v. m. In Irland sind die beiden Turmwindmühlen in Skerries (Co. Fingal) sehr bekannt, beide von außen gedreht mit fünf bzw. vier Flügeln. Allerdings bezeichnet man dort wie auch in Deutschland jegliche Art Steinwindmühlen (s. o.), ob schlank und konisch (Steingalerieholländermühle) oder gedrungen und zylindrisch („echte“ Turmwindmühlen) als Turmmühlen (tower mills) oder Turmwindmühlen (tower windmills). Besonders augenfällig sind die schlanken, konischen, meist mit Bitumen als Feuchtigkeitsschutz schwarz gestrichenen Lincolnshiremühlen, mit vier, fünf und sechs Flügeln. Als solche ist besonders die sechsstöckige Turm-Galerieholländermühle von 1830 in Heckington, North Kesteven, Lincolnshire, berühmt, der Welt einzige Windmühle dieses Typs mit acht (!) Jalousienflügeln. Auf der britischen Kanalinsel Jersey ist in der Gemeinde Saint Peter noch eine Turmwindmühle von 1837 mit vier Flügeln erhalten geblieben.

## Seltene Flügelformen von Turmwindmühlen in Nordeuropa

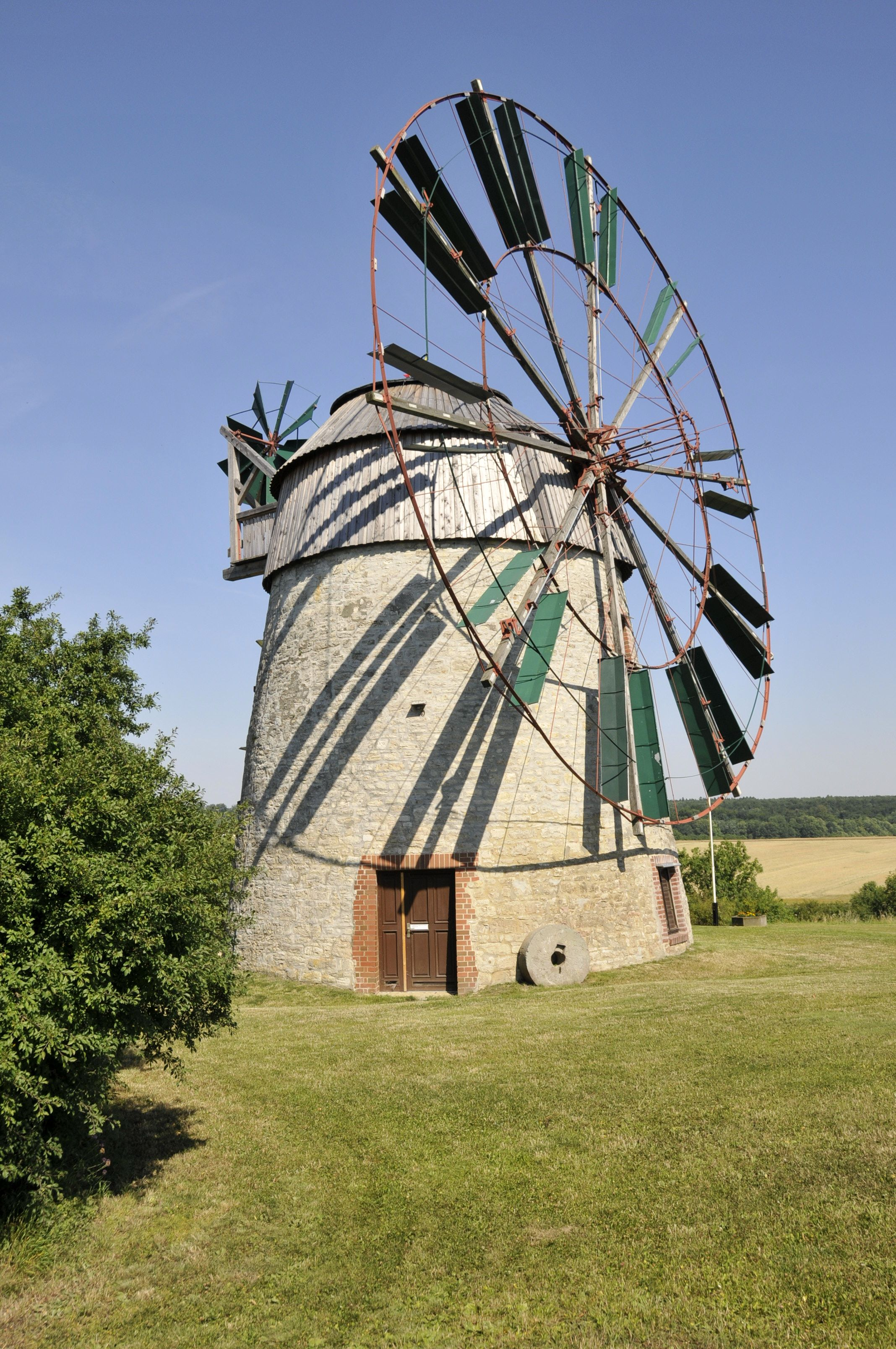
Zehn Speichenradflügel der Turmwindmühle von Eckartsberga, Sachsen-Anhalt, ab 1831, wohl einzige dieser Bauart in Deutschland